# Gaudencio Rosales
Gaudencio Rosales y Borbón es Arzobispo de Primado Emérito de Manila desde el 15 de septiembre de 2003.
Nació en 1932 en Batangas. Fue ordenado sacerdote en 1958. 
En 1974 fue nombrado obispo auxiliar de Manila, en 1982 obispo coadjutor de Malaybalay y obispo titular de esta diócesis en 1984; en 1992 arzobispo de Lipá. Creado cardenal por Benedicto XVI el 24 de marzo de 2006.